# Jankoji Rao II Scindia
Ali Jah Umdat al-Umara Hisam us-Sultanat Mukhtar al-Mulk Maharajadhiraj Maharaja Shrimant Jankoji Rao II Scindia (o Sindhia) Bahadur Shrinath Mansur-i-Zaman (1805-1843) fou maharaja Scindia de Gwalior.
Daulat Rao Scindia va morir a Lashkar, Gwalior, el 21 de març de 1827 sense hereu (el seu únic fill Yuvraj Maharaj Shrimant Madhorao Maharaje Sahib Scindia havia mort a Gwalior el 1812 amb només 8 mesos) i sense haver adoptat successor. Al seu llit de mort va deixar l'estat i la successió en mans del govern britànic però assenyalant el seu desig que la vídua Baiza o Baija Bai fou tractada amb respecte i escoltada; Baija Bai va exercir la regència del 21 de març de 1827 al 17 de juny de 1827, quan la successió va recaure finalment per adopció en un jove de nom Mugat Rao Jankoji Scindia (d'11 anys), d'una branca llunyana però legitima de la família (fill de Shrimant Sardar Patloji Rao Scindia), i suposat favorit de Daulat Rao, que va agafar el nom de Jankoji Rao II Scindia o Jhankuji Rao Scindia, sota la regència de Baija Bai. L'adoptat es va casar tot seguit (17 de juny) amb una neta de Daulat Rao i Baija Bai.
La regència es va acabar quan el maharajà va destituir a Baiza Bai, el desembre de 1832, amb el suport de l'exèrcit, i va rebre plens poders amb 27 anys; la regent fou expulsada del país però més tard hi va poder tornar i hi va viure fins a la seva mort el 16 de setembre de 1863. Mama Sahib, oncle matern del maharaja, va esdevenir ministre principal.
Durant el regnat de Jankoji va regnar la pau però hi va haver constants disputes de frontera i motins militars.
Es va casar primer amb Shrimant Akhand Soubhagyavati Maharani Beja Bai Raje Sahib Scindia, filla d'una filla de Daulat Rao Scindia. Després, el 1835 es va casar amb Shrimant Akhand Soubhagyavati Maharani Sara Bai Raje Sahib Scindia (que va morir el 1838); per tercer i darrer cop es va casar amb una nena (nascuda el 1831) de nom Shrimant Akhand Soubhagyavati Maharani Tara Bai Raje Sahib Scindia, que després fou regent.
Jankoji Rao II va morir el 7 de febrer de 1843 sense fills (el seu únic fill havia mort el 1838 amb només uns mesos de vida com li havia passat al seu pare adoptiu) i sense haver expressat la seva voluntat i la maharani Tara Bai fou regent del 7 de febrer de 1843 al 19 de gener de 1845; va adoptar a un parent llunyà, Baghirat Rao, de 8 anys, fill d'Hanwant Rao (Babaji Sindhia), que va pujar al tron com Jayaji Rao Scindia i fou reconegut pels britànics.